# Kasteel van Kersbeek
Het Kasteel van Kersbeek is een kasteel in de tot de Vlaams-Brabantse gemeente Kortenaken behorende plaats Kersbeek, gelegen aan de Oude Heerbaan 3.

## Geschiedenis
Op deze plaats lag ooit een feodaal mottekasteel. In 1831 was er sprake van een buitenhuis (lusthuis) dat eigendom was van de familie de Baudequin de Peuthy.
In 1837 werd het goed verkocht aan de weduwe van rentenier Jean-Baptiste Vandermonde. Zij liet een deel van het lusthuis slopen, zodat nog slechts het woongedeelte en het koetshuis overbleven. Het grootste boerderijgebouw werd tot kasteel omgebouwd. In 1862 werd het oude speelhuis geheel afgebroken en werd een nieuwe stal met koetshuis gebouwd, later gevolgd door een oranjerie. Omstreeks 1890 werd een nieuw, neogotisch, kasteel gebouwd in opdracht van de -uit Hongarije afkomstige- Béla de Timary, die ook burgemeester van Kersbeek-Miskom is geweest.
Het kasteel is omringd door een park met waterpartijen.